# Flush the Fashion
Flush the Fashion è il dodicesimo album studio pubblicato da Alice Cooper nel 1980 per la Warner Bros.
I singoli Pain  e Clones continuano ad essere riproposti durante i concerti dal vivo. 
Pain venne eseguita dall'artista anche nel suo cameo nel film "Roadie", in cui interpretò se stesso.

## Tracce
Tutte le tracce sono scritte da Alice Cooper, Davey Johnstone e Fred Mandel eccetto dove segnato.
1. Talk Talk – 2:09 (Sean Bonniwell)
2. Clones(We're All) – 3:03 (David Carron)
3. Pain – 4:06
4. Leather Boots – 1:36 (Geoff Westen)
5. Aspirin Damage – 2:57
6. Nuclear Infected – 2:14
7. Grim Facts – 3:24
8. Model Citizen – 2:39
9. Dance Yourself to Death – 3:08 (Cooper, Frank Crandall)
10. Headlines – 3:18

## Singoli
- 1980: Clones (We're All)
- 1980: Talk Talk

## Formazione
- Alice Cooper - voce
- Davey Johnstone - chitarra
- Fred Mandel - chitarra, tastiere
- John Lopresti - basso
- Dennis Conway - batteria

## Classifica
Album - Billboard 200 (Nord America)
| Anno | Classifica    | Posizione |
| ---- | ------------- | --------- |
| 1980 | Billboard 200 | 44        |